# Black Flag
I Black Flag sono stati un gruppo musicale hardcore punk statunitense, formatosi a Hermosa Beach in California per iniziativa del chitarrista Greg Ginn, compositore principale nonché unico membro stabile durante i continui cambi di formazione del gruppo.
Sono considerati universalmente uno dei primissimi gruppi hardcore punk nella storia della musica. Il loro nome e il loro logo richiamano la bandiera nera, da sempre uno dei simboli del pensiero anarchico.
Nei loro testi, la maggior parte dei quali opera di Ginn, i Black Flag si fecero portavoce di uno spirito anti-autoritario e anti-conformista con canzoni che descrivevano, spesso ricorrendo ad un feroce sarcasmo, il moderno senso di isolamento, la depressione, l'alienazione, la nevrosi e la paranoia. Questi temi divennero centrali dal 1981 con l'entrata di Henry Rollins nelle vesti di cantante.
La quasi totalità del materiale dei Black Flag fu pubblicato dalla SST Records, di proprietà dello stesso Ginn, una delle etichette indipendenti più importanti degli anni ottanta.
A partire dal secondo album My War (1983), lo stile del gruppo progredì in maniera tale da affascinare una fetta più ampia di pubblico e critica, ma, allo stesso tempo, anche da allontanare i punk e i fan della prima ora. Furono infatti i primi ad imbastardire il loro hardcore punk con noise, metal, free jazz e con un approccio molto personale alla sperimentazione e all'improvvisazione. Mentre gli altri gruppi della scena suonavano pezzi velocissimi, grezzi e basati su pochi e semplici accordi, le loro composizioni divennero spesso lunghe, lente e complesse, arrivando addirittura a sfornare album strumentali. Di conseguenza la loro discografia è stilisticamente molto più eterogenea tra quelle dei gruppi punk rock coevi.
Oltre ad essere a tutti gli effetti una cult band, i Black Flag sono sempre stati visti come un esempio all'interno della scena punk e indie rock per l'importanza data al promuovere una scena musicale auto-controllata dalle stesse band e una micro-economia DIY. Sono considerati dei pionieri dal movimento delle etichette indipendenti e DIY che si creò a partire dagli anni 80.

## Storia del gruppo

### Gli inizi
Il primo nucleo dei Black Flag si forma dai Panic, gruppo fondato nel 1976 a Hermosa Beach (vicino a Los Angeles) per iniziativa del chitarrista Greg Ginn e del cantante Keith Morris. Dopo vari cambi di formazione, i Panic trovano continuità con il bassista Chuck Dukowski e il batterista Brian Migdol. Il gruppo è pronto per registrare, lo fa al Media Art di Hermosa Beach convinto da un vecchio membro del gruppo, Spot, che lavora come apprendista nello stesso studio.
I pezzi registrati vengono presi sott'occhio dall'etichetta discografica Bomp; quest'ultima, tuttavia, ha problemi economici e quindi non riesce a pubblicare il singolo promesso. Per ovviare a ciò, Ginn, che ha esperienza per quanto riguarda la creazione di un'impresa, in quanto proprietario della SST Electronics, fonda la propria etichetta discografica, la SST Records, per mettere in commercio indipendentemente l'album.
Così nel gennaio del 1978 Greg stampa 2 000 copie del primo EP dei Black Flag, Nervous Breakdown, contenente quattro brani ma che non verrà pubblicato fino al febbraio dell'anno successivo; in tutto la spesa è di circa mille dollari. Il gruppo vende il suo lavoro per posta e le entrate ricavate sono le uniche per i componenti del gruppo che non hanno un lavoro fisso. Nell'estate dello stesso anno Brian Migdol smette di presentarsi alle prove lasciando di fatto la band. Secondo Keith Morris la defezione deriva dal fatto che Brian pensava che suonare in un gruppo l'avrebbe reso più popolare alle feste e agli spacciatori mentre la mentalità del resto della band era suonare per la pura necessità di farlo certi che non li avrebbe portati a nessuna celebrità. Dopo alcune audizioni libere durante le prove del gruppo, tra i quali si candida anche Bill Stevenson che ne diventerà il batterista dal '84 nonché il più longevo nella band, Brian viene sostituito da Roberto Julio Belvedere, Robo.

All'inizio del 1979 il gruppo decide di cambiare nome (il precedente era utilizzato da un'altra band californiana nonché da diverse band sparse negli Stati Uniti e da una famosa fanzine) in "Black Flag" (in italiano bandiera nera); il nome è suggerito da Raymond Pettibon, nome d'arte dell'artista disegnatore Raymond Ginn fratello di Greg, che disegna per il gruppo anche il logo, quattro sbarre verticali nere rappresentanti, nelle sue intenzioni, la bandiera che sventola. Come lui stesso ha dichiarato:
 La facilità di rappresentazione del logo assicura al gruppo una vasta pubblicità attraverso i muri di Los Angeles grazie ai graffiti fatti con le bombolette spray da amici e seguaci..
La band decide a questo punto di farsi un nome, inizia a pubblicizzarsi spargendo centinaia di volantini a ogni concerto e disegnando il suo logo sui muri della città. Il gruppo, però, a causa del suo comportamento viene preso in antipatia dalle forze dell'ordine, che interrompono ogni concerto per le risse che si scatenano; questo è anche il motivo per cui al gruppo viene concesso raramente di suonare due volte nello stesso locale.
Verso la fine del 1979 Keith, a causa di divergenze con il gruppo, lascia i Black Flag che trovano, nel giro di una settimana, il sostituto Ron Reyes. A questo punto il gruppo torna a registrare, ma durante un concerto Ron, a pochi mesi dalla sua entrata, lascia il gruppo. Ron accetta comunque di finire i lavori in corso per il nuovo album che viene pubblicato nel 1980 sotto forma di un EP 12" intitolato Jealous Again.
Trasferitosi a Vancouver dopo qualche tempo, Ron trova una copia in un negozio di dischi e l'acquista, guardando il retro legge che il cantante è un certo Chavo Pederast e pensa "Oh, bene, hanno già un nuovo cantante!" ma ascoltando il disco scopre che si tratta proprio delle sue incisioni, uno scherzo che la band gli gioca nel suo tipico humor nero, proprio perché abbandonata e lasciata in imbarazzo durante un concerto.

### L'arrivo di Rollins

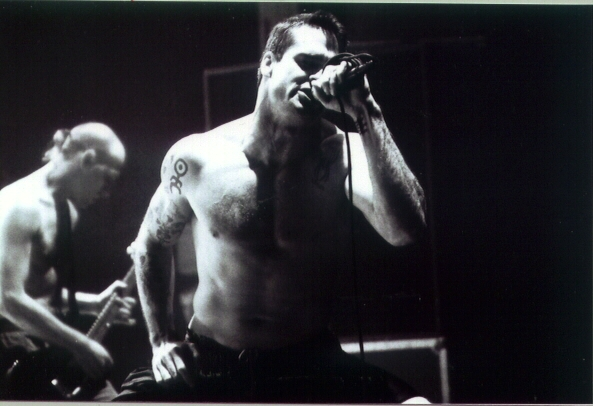
Henry Rollins

Il nuovo cantante viene trovato nell'estate del 1980, Dez Cadena, un fan della band e amico di Chuck. Con Dez il gruppo parte per il primo tour nazionale. Nel 1981 i Black Flag pubblicano un nuovo EP, Six Pack, e il singolo Louie Louie, continuando comunque la loro attività dal vivo. Dez comunica alla band che non vuole più cantare perché le sue corde vocali si stanno rovinando e che si vuole dedicare alla chitarra, senza abbandonare il gruppo; così inizia la ricerca per un nuovo cantante. A un concerto a New York, un fan, Henry Garfield, sale sul palco per cantare un brano e la sua esibizione piace talmente tanto al gruppo che decidono di fare qualche prova con lui. Garfield viene così assunto, con il nome di Henry Rollins, e Dez passa alla seconda chitarra.
Lo stesso anno la band registra il primo album in studio, Damaged, considerato una pietra miliare dell'hardcore punk e uno dei dischi più influenti sulle sorti del rock alternativo. La band riceve, intanto, un'offerta da una piccola label, la Unicorn Records, di proprietà della MCA Records, una major: il gruppo accetta sperando in una maggiore distribuzione. Ma dopo la stampa di 25 000 copie, la MCA annulla la produzione dicendo che la Unicorn non avrebbe dovuto fare la proposta perché l'album è, secondo la casa discografica, portatore di un messaggio negativo. La band nel 1981 decide, così, di pubblicare l'album per la SST. Questo viola, però, il contratto con la Unicorn e quindi si andrà a una battaglia legale tra la casa e il gruppo. Questa causa porterà alla pena di cinque giorni di carcere per Greg e Chuck. Sulla copertina dell'edizione SST viene applicato un adesivo con scritto sopra "Come genitore, credo che questo sia un album contro i genitori", parole pronunciate dal presidente della Unicorn.
Verso la fine dello stesso anno, la band sta per lasciare l'Inghilterra in seguito a un concerto, quando Robo viene trattenuto dalla frontiera per problemi con il suo passaporto colombiano. Così le date rimanenti vedono Bill Stevenson dei Descendents alla batteria, Robo lascia definitivamente il gruppo e nel maggio viene trovato il sostituto, Emil Johnson; la band con il nuovo membro registra altri brani che vengono pubblicati nell'EP TV Party, poi Emil molla a causa di un litigio con Steve Corbin, un impiegato della SST e roadie della band, perché frequentava la sua ragazza. La band recluta un altro batterista, che viene cacciato dopo pochi live perché ritenuto troppo irresponsabile.

### L'arrivo di Kira Roessler, gli ultimi lavori e la fine
Nel 1982 il gruppo pubblica Everything Went Black, raccolta di inediti e outtakes dell'era pre-Rollins; mentre nell'anno seguente si ricongiunge col batterista Bill Stevenson (che continuerà a suonare anche con i Descendents), pubblicando la raccolta The First Four Years e l'album in studio My War. Sempre nel 1983 lasciano il gruppo sia Dez che Chuck (che continuerà comunque a lavorare con la SST). Poco dopo viene presa come bassista Kira Roessler, una ragazza che suonava nella band fondata da Dez successivamente ai Black Flag, i DC3. Con la nuova bassista registrano un EP e quattro album: Family Man, Slip It In, Live '84 (primo album dal vivo del gruppo) e In My Head; i primi tre lavori vengono pubblicati nel 1984, il terzo nel 1985. Nello stesso anno viene pubblicato anche un EP strumentale, The Process of Weeding Out.
Nell'aprile del 1985 stesso alcuni membri lasciano il gruppo per divergenze musicali. Bill viene rimpiazzato da Anthony Martinez e Kira da C'el Revuelta. Nel 1986 esce Who's Got the 10½?, registrato con Anthony e Kira. Poco dopo però, Greg scioglie la band per dedicarsi a un nuovo gruppo, i Gone e alla direzione della SST Records, che sta diventando una delle più importanti case a livello mondiale in ambito di rock e punk. Nel 1987 esce Wasted...Again, una raccolta delle migliori canzoni della band, nel 1989 viene pubblicato un EP, I Can See You, che contiene tre brani tratti da In My Head e uno inedito registrato con Bill e Kira.

### Reunion ufficiale
Il 25 gennaio 2013 è stata annunciata, dal chitarrista Greg Ginn, la reunion dei Black Flag con il cantante Ron Reyes assieme al batterista Gregory Moore e al bassista Dale Nixon (in realtà lo stesso Ginn). Inoltre la band ha annunciato che pubblicherà un nuovo album, il primo dal 1985. È stato annunciato che il bassista dei Screeching Weasel Dave Klein si è unito al gruppo. Il 2 maggio, tramite il loro sito ufficiale, la band ha pubblicato un nuovo singolo: Down in the Dirt.

## Formazione

### Attuale
- Greg Ginn – chitarra (1976-1986, 2003, 2013-presente)
- Mike Vallely – voce (2003, 2013-presente)
- Tyler Smith – basso (2014-presente)
- Charles Wiley – batteria (2022-presente)

### Ex componenti
- Spot – basso (1976-1977)
- Keith Morris – voce (1976-1979)
- Brian Migdol – batteria (1977-1979)
- Chavo Pederast – voce (1979-1980)
- Robo – batteria (1979-1981)
- Emil Johnson – batteria (1982)
- Chuck Biscuits – batteria (1982)
- Dez Cadena – voce, chitarra (1980-1983)
- Chuck Dukowski – basso (1977-1983)
- Kira Roessler – basso (1983-1985)
- Bill Stevenson – batteria (1981-1985)
- Henry Rollins – voce (1981-1986)
- Anthony Martinez – batteria (1985-1986)
- C'el Revuelta – basso (1986)
- Brandon Pertzborn – batteria (2014-2022)

## Discografia

### Album in studio
- 1981 – Damaged
- 1984 – My War
- 1984 – Family Man
- 1984 – Slip It In
- 1985 – Loose Nut
- 1985 – In My Head
- 2013 – What the...

### Album dal vivo
- 1984 – Live '84
- 1986 – Who's Got the 10½?

### Raccolte
- 1983 – Everything Went Black
- 1983 – The First Four Years
- 1987 – Wasted...Again

### EP
- 1978 – Nervous Breakdown
- 1980 – Jealous Again
- 1981 – Six Pack
- 1982 – T.V. Party
- 1985 – The Process of Weeding Out
- 1986 – Minuteflag (collaborazione con membri dei Minutemen)
- 1987 – Annihilate This Week
- 1989 – I Can See You

### Singoli
- 1981–- Louie Louie